# Povo Puelche
Puelche (do mapudungun: pwelche, que significa "gente do leste") é um dos povos indígenas que habitava os vales junto a cordilheira do andes no que é hoje o Chile e a Argentina, território denominado como "Puel Mapu" pelos mapuches, que é a parte do território Wallmapu ou Mapuche que fica a leste da cordilheira dos Andes.

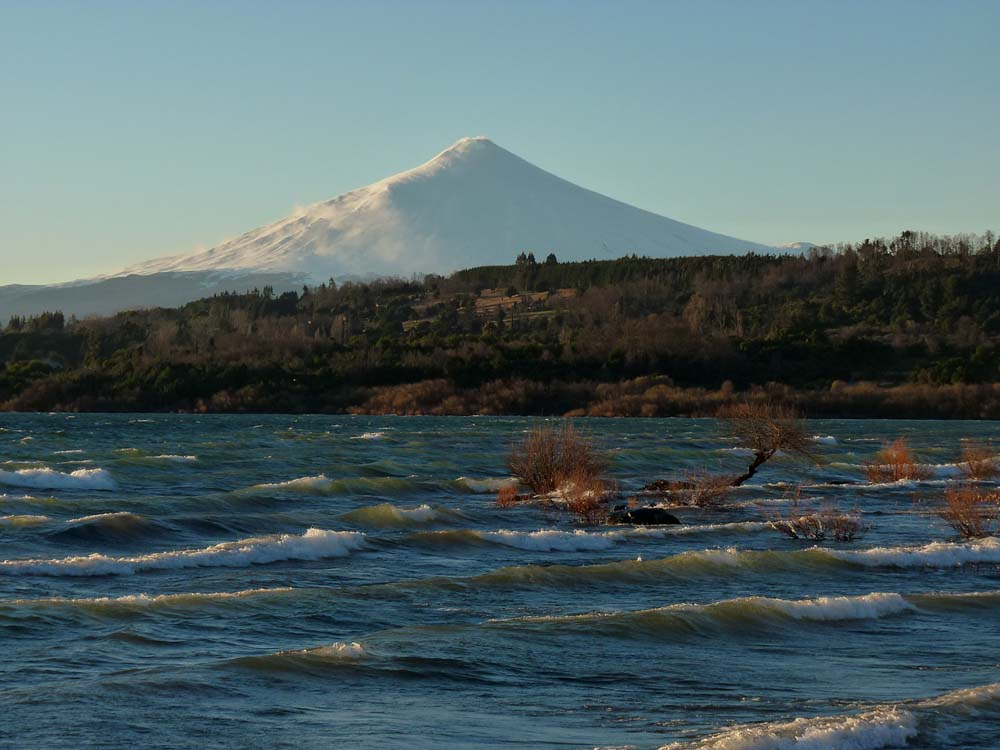
Lago e vulcão Villarrica no antigo território dos Puelches

Eles falavam a língua Puelche (também denominada como Gününa Küne). O nome "Puelche" não era nativo, mas foi-lhes dado pelos Mapuche. Tal designação não era uma descrição étnica, mas sim um denominador que levava em conta  a localização geográfica, que durante o século XIX  designava aos gennakenk ou gününa küne (se leia [gɨnɨna kɨnə]) e os grupos mapuches pampeanos. Anteriormente também outros grupos de Puelches eram chamados "tehuelches setentrionais" ou "pampas antigos".

Bandeira do povo Günün a künä

Nessa época estimava-se que esta etnia tinha sido dizimadas por pestes e epidemias com os sobreviventes se fundindo em outros grupos como os Mapuche, Het e Tehuelche, de maneira que no século XIX os puelches eram um grupo mesclado constituído basicamente por gününa küne mapuchinizados ou araucanizados culturalmente.
 

Em geral, os estudos tendem a associar os Pehuenches e os Puelches. Contudo, trabalhos recentes não consideram apropriado identificar culturalmente ambos os povos. Os Puelches faziam parte dos índios Huarpid. Um sinal disso é sua aparência física: alto, magro, com cabeça longa e alta. Sua pele era mais escura que a dos outros índios vizinhos. Além do exposto, a diferença fundamental está na organização econômica, já que o estilo de vida coletor dos Pehuenches contrasta com o caráter fundamentalmente caçador dos Puelches.

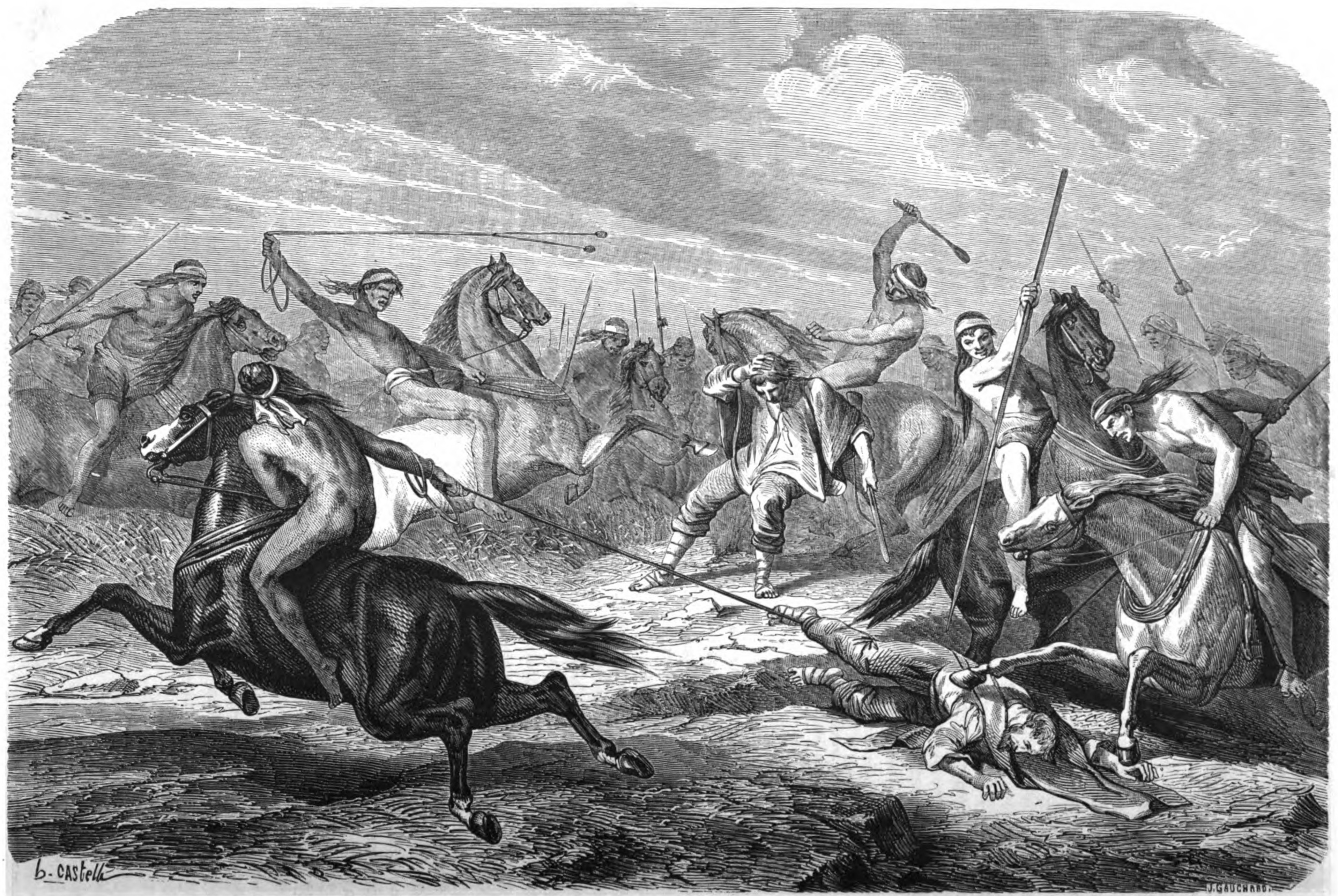
Quadro reproduzindo os Puelches

Vestiam quillangos (capas) de pele e turbantes de fios enrolados com redes que cobriam suas cabeças e nas quais prendiam enfeites de penas. Suas moradias foram construídas com galhos e couros. Cozinhavam a comida e aqueciam a água em recipientes de casca de árvore com pedras quentes. Faziam canoas com tábuas de lariço, cozidas e calafetadas, facilmente desmontáveis para serem carregadas nos ombros pelos passos andinos, o que lhes permitia interagir com os Huilliches e principalmente com os Chonos do sul do Chile, muito próximos deles.
Uma das vestimentas mais emblemáticas dos Puelches era o poncho. Era feito de lã de ovelha e usado tanto por homens quanto por mulheres. O poncho tinha dupla função, pois servia de casaco nas baixas temperaturas e do vento característico do pampa e de proteção do sol durante o dia. Além do poncho, os Puelches também usavam uma espécie de capa ou manta chamada chiripá . Esta peça era feita de peles de animais e amarrada na cintura e estendida até os joelhos. 

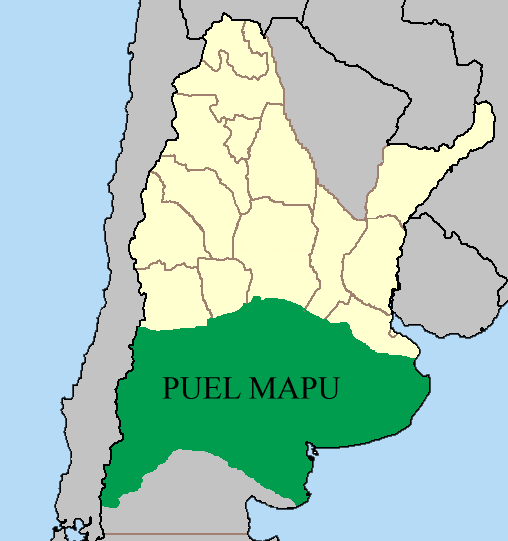
Mapa de Puel Mapu nos séculos XVIII e XIX

Com a introdução do cavalo no início do século XVIII ocorreram mudanças significativas na sua organização social. Os Puelche tornaram-se exímios cavaleiros e passaram a mover-se em bandos montados de 100 a 120 pessoas, carregando consigo seus abrigos cobertos de pele. Passaram a usar os cavalos não só como meio de transporte mas também como instrumento de guerra, uma vez que passaram a se deslocar maiores distâncias em um menor espaço de tempo o que os faziam entrar em territórios de outros grupos indígenas. Eles lutavam a cavalo com lanças e boleiadeiras e usavam casacos de pele e capacetes para se protegerem. 